# شبخانه، کوتاهیه
شبخانه (به ترکی استانبولی: Şaphane) یک منطقهٔ مسکونی در ترکیه است که در استان کوتاهیه واقع شده‌است. شبخانه ۱٬۱۲۸ متر بالاتر از سطح دریا واقع شده‌است.